# Przekłady biblijne Romana Brandstaettera
Przekłady biblijne Romana Brandstaettera – obejmowały większą część Nowego Testamentu oraz kilka ksiąg Starego Testamentu; ukazywały się w latach 1964–1986.

## Geneza i historia powstania przekładów
Roman Brandstaetter wychowywał się w rodzinie żydowskiej z Tarnowa. Biblia obecna była w jego tradycji domowej, a nauki czytania i pisania udzielano mu na Biblii Jakuba Wujka (wyłącznie na Starym Testamencie, ponieważ wierzący Żydzi nie mogli czytać Nowego Testamentu). Po latach określił ją jako „święty elementarz”:
Nie znam nikogo spośród moich przyjaciół, bliższych i dalszych znajomych, który by się uczył pisania i czytania ojczystego języka na Wujkowej, wcale niełatwej polszczyźnie, a naukę czytania rozpoczynał od słów: „Na początku Bóg stworzył niebo i ziemię...”.
Motywy biblijne obecne były w twórczości Brandstaettera od lat 40., kiedy to przeszedł z judaizmu na katolicyzm. W oparciu o wątki biblijne pisał m.in. dramaty i poematy, a opus magnum jego twórczości stanowiła czterotomowa powieść Jezus z Nazaretu (1967–1973).
W latach 60. XX wieku Brandstaetter rozpoczął tłumaczenie Biblii hebrajskiej – nie decydując się na przekład całości, ale wybierając z niej, według Jerzego Chmiela, najlepsze kęski biblijnego słowa. Brandstaetter nie był biblistą, ani nie miał wykształcenia teologicznego (ukończył filologię polską). Nie tłumaczył też wcześniej z języka hebrajskiego (wyjątkiem były meldunki podczas wojny, gdy pracował w Jerozolimie).
W 1964 ukazało się Słowo nad słowami – była to antologia tekstów Starego Testamentu obejmująca fragmenty kilkunastu ksiąg Starego Testamentu, a także wybrane Psalmy.
W 1968 opublikowany został przekład całej Księgi Psalmów, najpierw ułożonych według porządku Wulgaty i brewiarza rzymskiego, począwszy od 1983 – w numeracji zastosowanej w Biblii hebrajskiej. Wydanie Psałterza w 1983 zostało przez autora zmodyfikowane stylistycznie, a poprzedziła je przedmowa Thomasa Mertona. Przekład Psalmów autorstwa Brandstaettera planowano wykorzystać w II wydaniu Biblii Tysiąclecia (1971), jednak z powodu jego krytycznej oceny ze strony Rady Naukowej i braku zgody tłumacza na narzucone przez wydawnictwo zmiany odstąpiono od podpisanej wcześniej umowy.
Kolejnym wydawnictwem obejmującym przekłady Starego Testamentu były Cztery poematy (1972), były to pełne przekłady ksiąg: Koheleta, Hioba, Trenów Jeremiasza oraz Pieśni nad pieśniami. Bardzo podobny zestaw wybrał kilka lat później w swoich przekładach Czesław Miłosz.
W latach 70. Brandstaetter przystąpił do przekładania z języka greckiego pism Nowego Testamentu. Kolejno ukazały się:
- Pisma św. Jana Ewangelisty: Ewangelia, Listy, Apokalipsa (1978)
- Ewangelia według św. Marka (1980)
- Ewangelia według św. Łukasza (1982)
- Dzieje Apostolskie – wydane wraz z Ewangelią Łukasza (1984)
- Ewangelia według św. Mateusza (1986)

Brandstaetter pragnął jeszcze przetłumaczyć listy bliskiego mu św. Pawła, w czym jednak przeszkodziła mu śmierć.
Przekłady Brandstaettera były parokrotnie wznawiane – najpierw, w latach 80., wznowiono wszystkie przekłady Starego Testamentu, a w latach 2003–2004 nakładem Wydawnictwa M ukazały się zbiory: Księgi Starego Przymierza, Psałterz oraz Księgi Nowego Przymierza. Osobno nakładem Wydawnictwa św. Wojciecha ukazało się wznowienie Słowa nad słowami.

## Charakterystyka przekładów
Jako jedyny polski autor przekładów Biblii (wyłączając prace studyjne np. Aleksego Klawka), w przekazie tekstu Brandstaetter zastosował metodę kolometryczną. Polega ona na podziale wersetu biblijnego na rytmiczne człony. W ten sposób można je recytować śpiewnie, sposobem kantylacyjnym.
Tłumacząc zatem tekst ewangeliczny starałem się oddać jego oralny charakter, rytmiczne brzmienie recytowanego wersetu o wyraźnej kadencji i eufonii.
Brandstaetter przekazywał sens oryginalnego tekstu, ale nie kosztem przekładu dosłownego i tym samym niewolniczego. Jego przekłady miały charakter dynamiczny, zaś Jerzy Chmiel określa je jako efekt „myślenia Biblią” i twierdzi, że są nie tylko poetyckie, ale wręcz profetyczne.
Wychowany na polszczyźnie Wujkowej tłumacz używał nieraz oryginalnych i archaicznie brzmiących określeń, takich jak winogradnicy, weselnicy, stoły pieniężników, Wniebowstępujący.
W księdze Dziejów Apostolskich Brandstaetter dwa razy użył imienia Bożego w formie Jahwe (Dz 2,11. 17).

## Krytyka przekładów
Waldemar Chrostowski zwracał uwagę na fakt, że tłumaczenia Brandstaettera ukazywały się świeżo po II soborze watykańskim i ponieważ były mocno osadzone w tradycji żydowskiej, miały jak na swoje czasy charakter rewolucyjny.
Janusz Frankowski podkreślał – odnosząc się do przekładów ze Starego Testamentu, że tłumacz ten wniósł w przekład piękne poetyckie słowo. Twierdził jednak, że często poeta bierze górę nad tłumaczem i daje interpretację poetycką zbyt daleko posuniętą, zbyt indywidualną i w [jej] imię [...] dość często rozbija zwarty wiersz biblijny, a przez to i samą poezję biblijną.
W ankiecie biblistów polskich, którą w 1999 przeprowadziła Katolicka Agencja Informacyjna, przekład Brandstaettera został uznany – obok Biblii Wujka – za najlepszy polski przekład pod względem literackim, łącznie zaś zajął 4 miejsce na 12 sklasyfikowanych przekładów.

## Poglądy przekładowe Brandstaettera
Swoje przekłady Brandstaetter poprzedzał przedmowami, w których tłumaczył swe podejście do tekstu i wykraczał czasami poza ustalenia naukowej biblistyki.
Najbardziej oryginalną tezą egzegetyczną Brandstaettera była zmiana tekstu w Hymnie o Logosie, otwierającym Ewangelię Jana. Wbrew greckiemu oryginałowi przetłumaczył część Hymnu w czasie teraźniejszym, a nie przeszłym.

Przed wszystkim
Jest Słowo,
A Słowo
Jest u Boga,
A Bóg
Jest Słowem.

Ono jest przed wszystkim u Boga,
Przez Nie wszystko jest,
A bez Niego nic nie jest,
Co jest.

W szkicu Jest – czyli historia jednego przekładu oraz we wstępie do Ewangelii Jana pisarz wyjaśniał to odejście od oryginalnego tekstu chęcią dotarcia do sposobu myślenia ewangelisty. Św. Jan – według tłumacza – pisząc Ewangelię myślał po hebrajsku lub aramejsku, a tam, ze względu na ograniczenie hebrajskich form czasownika, nie mógł użyć czasu teraźniejszego. To podejście spotkało się z ostrą polemiką Anny Świderkówny.